# Akcelerator ze stałym gradientem pola
Akcelerator ze stałym gradientem pola – rodzina akceleratorów kołowych cząstek obejmująca, m.in. synchrotrony, mikrotrony, betatrony i synchrotrony protonowe (ze słabym ogniskowaniem). Ich wspólną cechą jest zmniejszanie pola magnetycznego wzdłuż promienia elektromagnesu.

## Zasada działania
W akceleratorach cyklicznych pole magnetyczne działając (siła Lorentza) prostopadle do kierunku ruchu pełni rolę siły dośrodkowej zmuszają cząstkę do lotu po trajektorii, która jest okręgiem o promieniu {\displaystyle r{:}}
{\displaystyle {\frac {mv^{2}}{r}}=Bqv,}
co prowadzi do wzoru:
{\displaystyle {\frac {v}{r}}={\frac {Bq}{m}}.}
Z zależności tej wynika, że cząstka poruszająca się szybciej porusza się po większym promieniu.
W akceleratorach o stałym promieniu ruchu cząstki w miarę wzrostu prędkości cząstki trzeba zwiększać pole magnetyczne. Wzrost pola magnetycznego wywołuje powstanie pola elektrycznego, przyspieszającego cząstki. W akceleratorach o średnich i dużych energiach cząstki przebywają długą drogę wykonując wiele obrotów, niewielkie nawet rozbieżności wiązki na początku sprawiają, że tylko niewielka liczba cząstek dotrze do celu.
W celu ogniskowania wiązki (przestrzennie i czasowo) postanowiono wykorzystać niejednorodności pola magnetycznego. Zakłada się, że pole magnetyczne zmienia się wraz z promieniem i opisuje je zależność:
{\displaystyle B_{z}=B_{z0}\left({\frac {r_{0}}{r}}\right)^{n},}
gdzie {\displaystyle B_{z0}} – pole magnetyczne na orbicie stabilnej o promieniu {\displaystyle r_{0},} {\displaystyle B_{z}} – pole magnetyczne na orbicie o promieniu {\displaystyle r.}
- Gdy wykładnik n równa się zeru, pole jest jednorodne (nie ma gradientu). Akceleratory takie nazywane są akceleratorami z zerowym gradientem (ang. zero gradient synchrotron (ZGS)), w akceleratorach tych pole magnetyczne nie skupia wiązki.

- Gdy {\displaystyle n>0,} pole zmniejsza się gdy wzrasta promień ruchu cząstki.

W akceleratorze czas wykonania jednego obiegu przez cząstkę jest równy:
{\displaystyle t={\frac {2\pi m}{Bq}}.}
Gdyby wszystkie cząstki poruszały się w jednakowym polu magnetycznym czas jednego obiegu byłby dla nich jednakowy, niezależnie od prędkości zależałby tylko do stosunku masy do ładunku cząstki. Cząstki poruszające się z większą prędkość poruszają się po większym promieniu, co wykorzystuje się do ogniskowania wiązki cząstek, akcelerator konstruuje się tak, by cząstka poruszająca się szybciej poruszała się w słabszym polu magnetycznym. Czas wykonania jednego obiegu w słabszym polu jest większy niż cząstki w silniejszym polu. I odwrotnie cząstki poruszające się z mniejszą prędkością wykonają obieg szybciej. Dlatego wyrównuje się czas dotarcia cząstek do szczeliny przyspieszającej polem elektrycznym (patrz synchrotron) oraz do wyjścia akceleratora.
W akceleratorach cyklicznych przyspieszanie odbywa się zmiennym polem elektrycznym. Przebieg napięcia w szczelinie przyspieszającej jest określony funkcją sin wt, dobiera się go tak, by wiązka cząstek docierała do szczelin przyspieszających w momencie wzrostu napięcia. Co powoduje, że cząsteczki szybsze docierają wcześniej i są słabiej przyspieszane, cząsteczki wolniejsze docierają później i są przyspieszane silniejszym polem. Ale cząstki, które przybędą zbyt późno, w czasie gdy napięcie już spada, będą słabiej przyspieszane a ich opóźnienie zwiększy się i wypadną z wiązki.